# Phanogomphus quadricolor
Phanogomphus quadricolor – gatunek ważki z rodziny gadziogłówkowatych (Gomphidae). Występuje na terenie Ameryki Północnej – we wschodniej połowie USA oraz w południowej Kanadzie (prowincja Ontario).